# Blindados en la guerra del Chaco
En la guerra del Chaco, de 1932 a 1935, solo Bolivia usó vehículos blindados: carros ligeros y tanquetas. De esta manera este país pasó a estar entre los primeros en poseer vehículos de este tipo en América del Sur y el primero en usarlos en combate.

## Carros Vickers bolivianos
En 1926, Bolivia firmó un importante contrato con Vickers Armstrong estimado en cerca de 3 millones de libras esterlinas a ser pagadas con parte del empréstito de Dillon&Read originalmente destinado a la mejora de la red ferroviaria entre las ciudades de Cochabamba y Santa Cruz de la Sierra. Este contrato habría incluido una docena de tanques, además de otros equipamientos militares, como radios, cascos, máscaras antigás, motocicletas blindadas, ametralladoras, más de 200 cañones, aviones, fusiles y camiones. Este acuerdo se redujo posteriormente a menos de 1,25 millones de libras esterlinas debido a la crisis del año 1929, donde los tanques fueron aparentemente dejados de lado. Durante el año 1930, Bolivia empezó la negociación para la adquisición de 10 tanquetas blindadas Carden-Loyd, que se mantuvo abierta hasta que comenzó el conflicto con Paraguay.
La guerra del Chaco empezó el 9 de septiembre de 1932 con el ataque del ejército paraguayo sobre Boquerón y en uno de los intentos por abrir el cerco paraguayo sobre dicho fortín se empleó una tanqueta Carden-Loyd. El 20 de septiembre, el Estado Mayor, con la firma del general Filiberto Osorio solicitó, con carácter de urgencia, 6 carros ligeros, cada uno con dos torretas armadas con una ametralladora cada una y otros 6 blindados ligeros de 6 toneladas cada uno, con un cañón de 65 milímetros y una ametralladora.
El 16 de septiembre de 1932, la Comisión Militar encargada de las compras en Inglaterra remitió al Estado Mayor los presupuestos completos de los tanques Vickers. Casi al mismo tiempo, la Legación de Bolivia en París comunicó que disponía de dos presupuestos para la compra de tanques Renault, nuevos o de segunda mano. 
El 30 de septiembre, como el plazo de entrega de los carros Vickers era muy largo, se solicitaron presupuestos a firmas de Estados Unidos y la Legación en Washington respondió enviando ofertas de tanques Christie de 380 caballos de potencia armados con una ametralladora.
Finalmente, el 3 de octubre, el Ministerio de Guerra cerró el trato con la firma inglesa Vickers Amstrong Limited por 6 tanques, 3 dotados con ametralladoras pesadas y 3 con un cañón y una ametralladora pesada cancelando al mismo tiempo la compra de las 10 tanquetas Carden-Loyd que se venía negociando desde 1930. Se especificó que, de ser posible, los tanques debían estar dotados con cañones de 65 milímetros. Se ordenó también compensar el costo de estos vehículos con los 10 carros Carden-Lloyd cuya compra fue cancelada (no se aclara en qué consistían esos «carros» pero al parecer se tratarían de tanquetas Carden-Lloyd modelo Mk.IV).

### Oposición a su compra
Al cable de confirmación de la compra respondió el coronel Merino, miembro de la Comisión Militar en Inglaterra, diciendo: “En mi opinión es imposible obtener resultados satisfactorios con ellos (los tanques) en el Chaco”. Esa opinión fue transmitida al Ministerio de Relaciones Exteriores el 25 de octubre. Al mismo tiempo se comunicó a La Paz que la firma Vickers ya había empezado la fabricación de los tanques, pero que todavía se podía anular el pedido.
Otra recomendación contraria a la compra de los carros de combate provino del general Lanza, a la sazón jefe interino del Ejército con sede en Muñoz: "Referente adquisición tanques Vickers se coincide con opinión coronel Merino imposibilidad obtener resultados satisfactorios en el Chaco, por ser máquinas destinadas a desenvolverse en terrenos abiertos y no en bosques".
La opinión del general Lanza fue objeto de enérgica respuesta por parte del Estado Mayor General y en comunicación a Muñoz, se le contestó: "Necesario comunicar a Coronel Merino que no se ha solicitado opinión respecto empleo tanques Chaco, sino inmediata adquisición y embarque que debe dar cumplimiento sin mayor dilación". Esto implicaba que el Estado Mayor obedecía a presiones que iban más allá de los técnicos que había enviado a Inglaterra o del responsable del Ejército en el Chaco.

### Características de los blindados

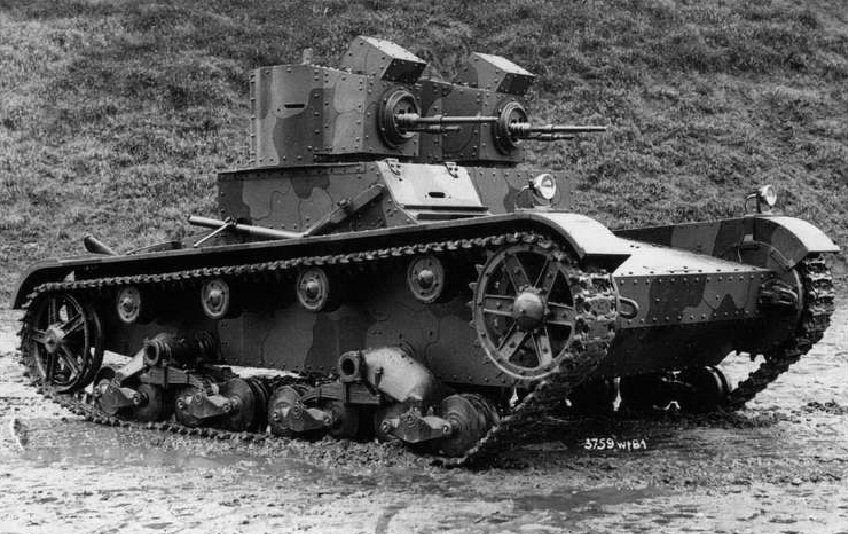
Tanque Vickers Mark E Tipo A, de 6 ton.

El 19 de octubre, la Legación informó que Vickers ya tenía preparados tres tanques para el embarque. Se desconoce la razón por la cual de esa orden de compra original de 6 Mk.E sólo llegarían al país 3 tanques. Tampoco se tiene la certeza de si las tanquetas Carden-Loyd formaron parte de esta compra, o si habían llegado antes al país como parte de la primera compra hecha a Vickers con el empréstito Dillon&Read, o si Vickers no aceptó compensar totalmente el precio de los tanques al haber ya entregado entre 2 y 5 de las mismas pedidas en 1931, de las cuales, al menos una, había entrado ya en acción para el mes de septiembre de 1932.
Los carros ligeros fabricados por Vickers eran máquinas bien construidas. Su rodamiento era de un diseño excelente, pero la estructura y la torreta eran algo toscos. Eso llevó a que algunos países se centraran en mejorar esas partes. Todos estos ejemplares tenían un sistema innovador de suspensión, compuesto por un conjunto de bogies con pequeñas ruedas llamado "suspensión Vickers", que fue copiado y adoptado por muchos países. Era un buen sistema para bajas velocidades pero no para altas, por requerir mucho mantenimiento.
Había un gran número de modelos de Vickers ligeros, fundamentalmente diseñados para guerras «coloniales» pero los comprados por los bolivianos fueron únicamente los Tipo A y Tipo B, que diferían entre sí en el tipo de torreta.
El Tipo A tenía dos torretas cilíndricas gemelas armadas con ametralladoras pesadas Vickers de calibre 7,65 mm, enfriadas por agua. Las torretas estaban montadas una al lado de otra, cada una cubriendo 120° a cada lado del eje longitudinal del tanque. La tripulación normal era de 3 personas: 2 artilleros (uno en cada torreta, siendo uno de ellos el comandante) y el conductor/mecánico.

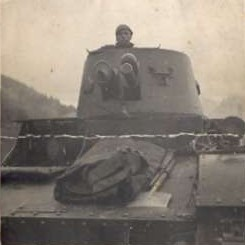
Tanque Vickers Mark E Tipo B, de 6 ton.

El Tipo B poseía una única torreta y estaba armado con un cañón corto de baja velocidad de 47 mm, y una ametralladora pesada coaxial Vickers calibre 7,65 mm enfriada por agua, que tenía el cañón embutido en una pesada protección metálica. La torreta, de diseño troncónico tosco, tenía una sección horizontal circular y una sección vertical trapezoidal. Esta torreta contenía a dos miembros de la tripulación, el comandante y el artillero, que también oficiaba de cargador. El conductor/mecánico ocupaba la porción frontal derecha del chasis principal del vehículo. La torreta era estrecha e incómoda, por lo que varios países que licenciaron su fabricación se empeñaron en mejorar esta parte del vehículo, como fue el caso de Rusia con su versión del Mk.E bautizada como T-26.
Las tanquetas Carden-Loyd estaban armadas con una ametralladora pesada Vickers calibre 7,65 mm. Estos vehículos no habían sido diseñados originalmente como tanques de asalto, sino como plataformas móviles para desplazar las ametralladoras por el campo de batalla, vehículos de reconocimiento o vehículos de tracción de cañones y morteros. Mejoras posteriores en el diseño  les permitieron actuar como plataformas móviles de tiro, pero su blindaje era escaso debido a la baja potencia del motor por lo que brindaban poca protección a la tripulación, mientras que su campo de fuego estaba muy limitado por estar la ametralladora prácticamente fija apuntando hacia el frente del vehículo. 
También se suele hablar de la presencia de carros Renault FT-17 en Bolivia, y que también habrían tomado parte en la guerra del Chaco pero esto no se ha comprobado. Se supone que una unidad de segunda mano fue enviada para demostración, arribando a La Paz para mediados de 1932, pero que nunca fue desplazada al Chaco; es más, ni siquiera habría sido adquirida.
Hacia el final del conflicto, en 1934, Bolivia adquirió también catorce tanquetas italianas Fiat Ansaldo CV-35crII(L3/35), cuyo diseño estaba basado en la tanqueta Carden-Loyd. Los primeros 5 ejemplares llegaron meses antes de la firma del tratado de paz en 1938, 3 años después de finalizado el conflicto.
Los Vickers Mk.E disponían de un equipo de radio de dos canales, que debido al calor y la humedad del Chaco quedaron rápidamente inutilizados y no prestaron ninguna utilidad.

### Historial de combate
El ejército boliviano tuvo instructores extranjeros que formaron parte de las misiones alemanas que prestaron servicios en Bolivia desde fechas tan tempranas como 1904. Algunos de estos volvieron entre 1931 y 1934, como el mayor Wilhelm 'Wim' Brandt y el mayor Achim R. von Kries, que llegaron a comandar tanques en la guerra del Chaco. Se tienen datos de otros dos extranjeros:  el ingeniero estadounidense John Kenneth Lockhart y el Capitán austriaco Walter Kohn. Ambos fallecieron en la contienda, el primero en la batalla de "Kilómetro 7", y el segundo en "Nanawa". Al menos dos mecánicos de las unidades blindadas habrían sido de origen chileno. El resto de las tripulaciones estuvieron integradas por voluntarios bolivianos que recibieron una breve instrucción que duraba 8 semanas. Se prepararon al menos 2 tripulaciones por cada vehículo.  
El historial de combate de los blindados es limitado y poco documentado. Participaron principalmente como parte de unidades de artillería o como reserva móvil de estas. Una unidad entró en combate por primera vez en el cerco de Boquerón, los días 15 y 16 de septiembre de 1932. Lo que los paraguayos describieron como un "pequeño tanque boliviano con forma de cajón" era una tanqueta Carden-Loyd al mando del capitán Lockhart perteneciente al "Destacamento Peñaranda" que habían sido enviados para ayudar al "Destacamento Marzana" sitiado en Boquerón. En esa ocasión, Lockhart fue herido por disparos de fusil al operar con las escotillas abiertas debido al calor imperante, por lo que la unidad debió retirarse y no se la volvió a ver en esa batalla. El general Luis Fernando Sánchez Guzmán, en su obra sobre Boquerón, habla del empleo de 2 blindados en esta batalla, pero no se han encontrado informes que confirmen esa afirmación.
Los blindados entraron en acción nuevamente en la batalla de "Kilómetro 7". Dos de ellos, al mando en esa oportunidad de Kohn y Lockhart, actuaron juntos con el "Destacamento Z" en apoyo del teniente coronel Bilbao Rioja encargado de frenar el avance paraguayo hacia a Saavedra. Debido a averías mecánicas y al calor, ambos tanques dejaron de operar y sus tripulaciones terminaron combatiendo como soldados de infantería. Así perdió la vida Lockhart, acribillado en el pecho por una ráfaga de ametralladora mientras lideraba una escuadra en un ataque frontal. Kohn quedó herido por impactos de fusilería. No existen detalles del tipo de vehículos que actuaron en esta batalla, debido a que los partes bolivianos y paraguayos hacen referencia a los blindados genéricamente como «tanques Vickers» o simplemente «tanques». Por un tema de logística se asume que se habría tratado de las tanquetas Carden-Loyd, porque a mediados de octubre de 1932 todavía se estaba discutiendo la compra de los Mk.E más pesados. Para el 19 de noviembre, una unidad, al mando del Tte. José Quiroga, se sumó a la Batería de Artillería "Rivera" en la defensa del flanco izquierdo de la línea boliviana.
Entre el 8 y 15 de diciembre de 1932, una de las tanquetas Carden-Loyd fue empleada en los reconocimientos en el área que luego se llamaría "Campo Jordán". El 26 de diciembre, un solitario tanque al mando de Kohn fue empleado por el centro del dispositivo de ataque de la 4.ª División de Peñaranda, en apoyo al RI-3 "Pérez". Al poco tiempo de partir, el tanque empezó a moverse más lentamente y, aparentemente averiado, fue abandonado por su tripulación sin haber siquiera entrado en combate debido al intenso calor de más de 60 °C dentro del vehículo. Más tarde, los zapadores bolivianos recuperaron el vehículo para su reparación.
Es significativo que los bolivianos no usaran tanques en el importante primer ataque contra las fortificacioness de Nanawa, en enero de 1933, ni en Toledo. Nuevamente se usaron los blindados en la toma de Alihuatá, realizada entre el 13 y 18 de marzo de 1933, aunque no se tienen detalles de su participación, cantidad ni conductores.

### Segunda batalla de Nanawa (julio 1933)
Los tanques intervinieron en la segunda batalla de "Nanawa", el 4 de julio de 1933, con el nombre de "Destacamento de Blindados" y bajo el mando del mayor alemán von Kries. La fuerza blindada operó dividida en dos grupos, con órdenes de actuar independientemente en apoyo de la infantería y de acuerdo a la evolución del ataque (Orden de Ejército Nro.21-33 emitida por el general Kundt el 1 de julio). Uno de los grupos, bajo la conducción de Kohn, dotado de dos tanques Mk.E Tipo A y B (uno al mando del mismo Kohn y el otro al mando del Suboficial Saavedra Acha) tuvo la misión de apoyar el avance de la Agrupación Norte; y el otro grupo, bajo la conducción de Brandt, dotado del Tipo A restante más 2 tanquetas Carden-Loyd, tuvo la misión de apoyar a la Agrupación Sur. 
En el sector sur, ambas tanquetas afrontaron fallas mecánicas que les impidieron actuar de forma conjunta. Durante el ataque, los blindados estuvieron  apoyados por soldados de infantería armados con lanzallamas alemanes Flammewerfer M.16 Modelo 1918 recibidos ese mes, 2 en el ala izquierda de Nanawa y 6 en el ala derecha, como compensación por la falta de poder de fuego del grupo Brandt. Sin embargo, los vehículos quedaron aislados de la infantería y presentaron averías por lo que tuvieron que retirarse, mientras que los soldados que portaban los lanzallamas eran capturados o muertos por los defensores paraguayos. Muchos de los lanzallamas no lograron ser efectivamente utilizados por insuficiente entrenamiento de sus operadores y la combustibilidad del monte chaqueño que podía afectar a los propios usuarios. El Mk.E de Brandt debió retirarse por averías mecánicas que incluía el atasco de una de sus torretas, al igual que ambas tanquetas. Una de ellas  fue operada por el mayor von Kries, comandante del destacamento. Esta unidad fue alcanzada por disparos de las ametralladoras paraguayas dotadas con munición antiblindaje y resultó dañada y malherido su comandante  que debió ser evacuado a La Paz. Se dice que la segunda Carden-Loyd fue  quemada por su tripulación cuando quedó atascada en una trinchera o fosa contracarro paraguaya para que no fuera capturada por el enemigo dado que no podía ser recuperada.
En el sector norte, el carro al mando de Kohn fue inutilizado por un certero impacto frente a "Punta Mojoli". Se ha asegurado que fue blanco de un cañón Schneider o Krupp de 75 mm que penetró bajo la torreta. Sin embargo, la artillería paraguaya carecía de munición apropiada para tal efecto, y por la ubicación de esas piezas y los resultados que obtendría después la artillería boliviana de 75 mm sobre este mismo carro de combate hacen dudar de esas afirmaciones. Otras fuentes aseguran que fue una granada de mortero Stokes-Brandt de 81 mm la que entró por la escotilla abierta de la torreta matando al artillero y al comandante e hiriendo severamente al conductor.  El vehículo averiado quedó inmovilizado en el campo de batalla. El tanque se desplazaba con la escotilla abierta debido el calor reinante (pese a que se estaba en pleno invierno) y porque Kohn solía dirigir observando cuidadosamente el terreno circundante para evitar obstáculos, trampas o infantes emboscados con granadas de mano que podían herir a la tripulación. Según el general paraguayo Genaro Espínola (teniente 1° en aquellos días), el tanque habría quedado inmovilizado al ser alcanzado en el habitáculo del conductor, en vez de la torreta, por lo que el carro habría permanecido inmóvil, pero siguió disparando su cañón de 47 mm por un buen rato hasta que su tripulación fue liquidada por la infantería paraguaya. La infantería boliviana del RI-7, con apoyo de zapadores y la tripulación de reserva del vehículo, intentaron en repetidas ocasiones recuperar el tanque, pero cuando esto se hizo imposible, la artillería boliviana fracasó en el intentó destruirlo pese a lograr impactos directos con un cañón Vickers Mk.EE de 65 mm  situado a 200 metros del carro. Luego se emplearan un par de piezas Schneider MPC2 de 75 mm  y más tarde una batería de obuses Vickers Mk.KK de 75 mm, sin lograr resultados. El tanque fue finalmente destruido 4 días después con una carga explosiva colocada debajo del mismo. Aún se discute si lo hicieron los paraguayos con una potente mina AGM de fabricación nacional accionada desde sus trincheras, para impedir la recuperación del carro por los bolivianos que venían cavando una zanja perpendicular a la trinchera paraguaya, o por los mismos zapadores bolivianos debido a la proximidad con las líneas paraguayas ubicadas a menos de 60 metros.
Al menos uno de los tanques Tipo B del grupo Kohn, comandado por el suboficial Juan Saavedra Acha, logró ingresar en las primeras líneas de Nanawa, viéndose forzado a retroceder cuando quedó aislado de la infantería de apoyo por lo que se vio en serio peligro de ser rodeado y capturado. Saavedra Acha sería luego reprendido y castigado por esa acción temeraria que puso en riesgo la unidad, siendo transferido como chofer de las columnas de camiones.
Los tanques actuaron nuevamente en la batalla de Gondra, entre el 23 y 26 de agosto de 1933, cuando se emplearon con éxito para desalojar a los defensores paraguayos de la división de Bray de Pirizal (Pirijayo para Bolivia) y Rancho Ocho. En esta oportunidad, fue el humo despedido por la mala carburación del motor de uno de los blindados al mando del suboficial Granier Chirveches lo que hizo presumir a los defensores paraguayos que Bolivia estaba empleando gases tóxicos en el asalto, lo que produjo la retirada de sus posiciones defensivas. Cabe señalar que Bolivia no disponía de gases tóxicos en su arsenal. En estas acciones se emplearon los 3 vehículos existentes en el inventario a esa fecha: 2 Mk.E (1 Tipo A y 1 Tipo B) y una Carden-Loyd Mk.VIb, que había sido recuperada después de la batalla en Nanawa. A partir de esta batalla desaparecen las referencias a las tanquetas, por lo que se presume que esta última quedó completamente inutilizada y debió ser de destruida o abandonada poco después.

### Captura de 2 blindados bolivianos
Como el Tipo B podía hacer estallar los nidos de ametralladoras paraguayos protegidos por quebracho con su cañón de 47 mm, mientras el Tipo A podía barrer las trincheras con el fuego de sus dos ametralladoras, siendo prácticamente invulnerables al fuego cuando operaban con las escotillas cerradas, los paraguayos, por carecer de armamento contracarro, decidieron construir obstáculos y formar unidades especializadas para darles caza con tácticas no convencionales. Los 2 Mk.E remanentes fueron asignados como reserva al Primer Cuerpo de Ejército con base en Saavedra y fueron empleados aisladamente en las operaciones, para ser vueltos a ver juntos en la batalla de Alihuata-Campo Vía (diciembre de 1933). Está en discusión si lo hicieron operando desde Saavedra, o si se desplazaron en retirada desde Alihuatá con la 9.ª División del Coronel Banzer. Con certeza se sabe que el RC-7 "San Martín", que poseía unidades asignadas a la caza de los carros bolivianos, logró capturar ambos tanques el 10 de diciembre (un día antes de la rendición de dos Divisiones bolivianas en "Campo Vía") al bloquearles el paso talando árboles por delante y por detrás a la altura del km. 21. Las tripulaciones resistieron por un tiempo la aproximación de los atacantes haciendo uso de las ametralladoras de ambos vehículos, pero el calor imperante y la falta de apoyo de la infantería hizo que ambas tripulaciones, al mando de los subtenientes alemanes Ernst Bertel y Fritz Stottuht, se rindieran exhaustas, encontrándose además herido uno de sus comandantes. Por otro lado, los informes bolivianos  reportaron que los tanques formaban parte del efectivo de la 4.ª División, y que fueron capturados mientras eran remolcados por camiones hacia Saavedra como parte del movimiento de retirada, haciendo suponer que éstos no estaban operativos. Esta versión podría haberse hecho para esconder al Alto Mando y a la opinión pública que los carros, considerados como un «arma estratégica», habían sido capturados intactos y totalmente operativos. Significativamente estos tanques nunca fueron utilizados por el ejército paraguayo en los siguientes 18 meses de combates lo que prueba su escasa utilidad práctica en el teatro de operaciones chaqueño.

### Conclusiones

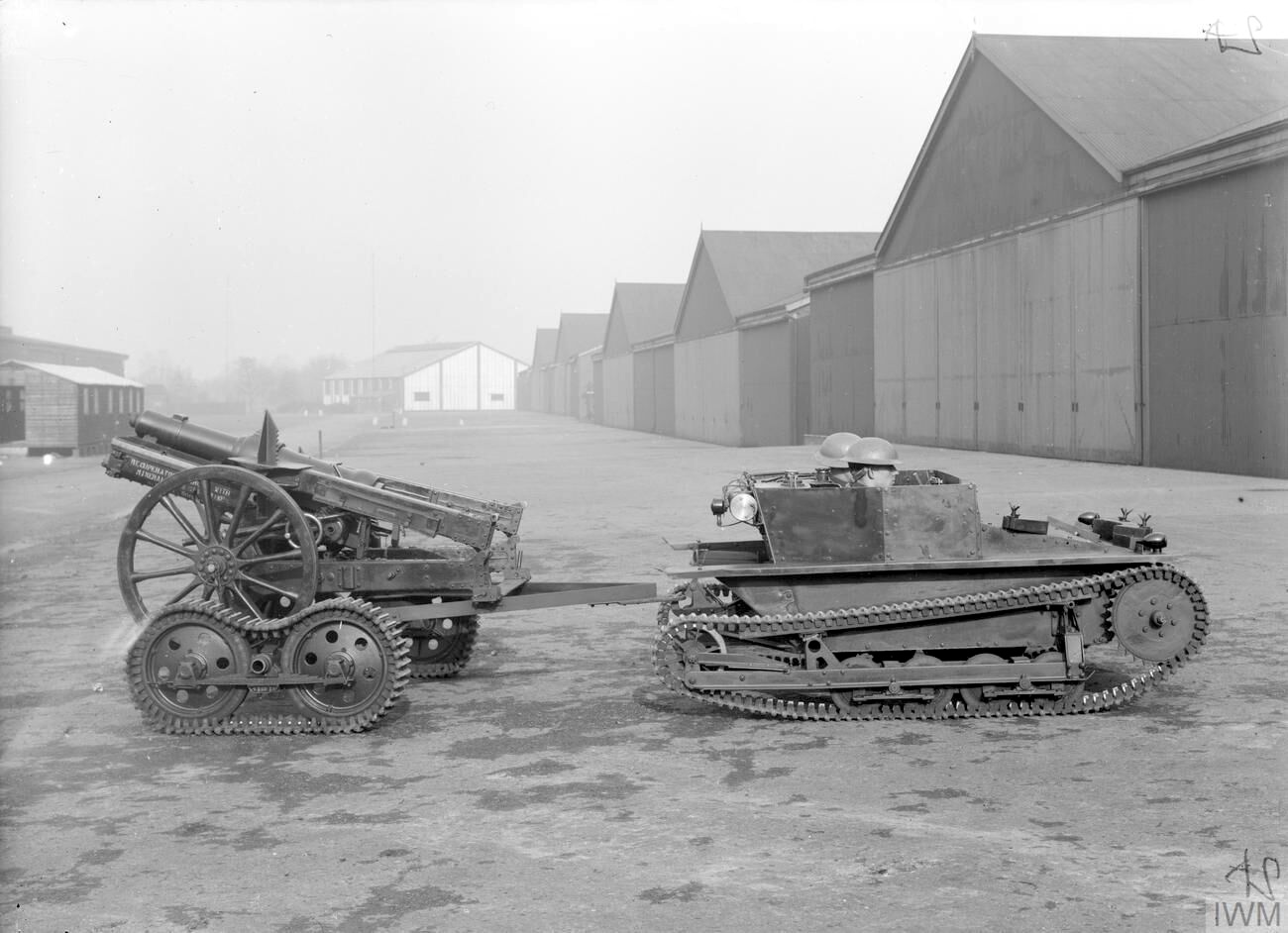
Una tanqueta Carden-Loyd.

La utilización de los carros de combate en el Chaco fue difícil por el clima extremadamente caluroso y el terreno suelto y poco compacto en la estación seca y, en la temporada de lluvias, por la humedad y el barro. A eso se sumaba la estrechez de las orugas, poco aptas para este tipo de suelos. El cerrado monte chaqueño y el ruido del propio vehículo hacía que los tripulantes operaran casi ciegos y totalmente sordos por lo que necesitaban la protección de fuerzas de acompañamiento en su avance por las estrechas picadas. Estas fuerzas quedaban expuestas al ataque enemigo al vulnerarse dos requisitos esenciales en la lucha en los montes: el silencio y la sorpresa.  Como consecuencia del calor, en verano, con 40 °C a la sombra y más de 60 °C dentro del vehículo, estos solían desplazarse casi permanentemente con las escotillas abiertas, exponiendo a la tripulación al fuego rasante, a granadas de mortero y de mano. Por estas circunstancias ambientales y el mal uso de las ametralladoras se atascaban debido a la dilatación de las casquillos en la recámara. Además, era imposible tocar las partes metálicas sin usar guantes. Se dieron casos en que explotaron las reservas de munición debido al calor. El uso de los blindados también estuvo limitado por la falta de gasolina que prioritariamente se destinaba a los camiones que sostenían las necesidades logísticas de agua, alimentos y municiones.

### Destino de los Vickers
El destino de los 3 carros ligeros Vickers ha sido el siguiente: En la Segunda batalla de Nanawa, un Tipo B (el VAE447) fue inmovilizado por la artillería paraguaya y luego destruido con explosivos para evitar su captura. Los dos tanques restantes fueron capturados intactos por el RC-7 en el cerco de Campo Vía. Del destino de las tanquetas Carden-Loyd no se tienen datos concretos después de la Segunda batalla de Nanawa. Existe la certeza de que las dos que participaron en el ataque, una se atascó en una trinchera paraguaya y la otra fue seriamente dañada por la munición antiblindaje de las ametralladoras paraguayas. Por la falta de registros verificables de su presencia y uso, se cree que ambas se habrían perdido o habrían sido desechadas en esta ocasión. La que quedó atascada habría sido presuntamente incendiada y destruida por su propia tripulación. No existe un informe verificable del último destino, o expediente de servicio que aclare el verdadero final de estos vehículos. Se especula que uno de los carros usados en Pirizal, o incluso los 2, habrían sido tanquetas Carden-Loyd, y que habrían sido descartados poco después. Rumores, especialmente de origen paraguayo, hablan de la recuperación y posterior uso por parte de Bolivia de una de las Carden-Loyd en la defensa de Villamontes; pero esto no ha sido verificado, ni se han encontrado referencias en los partes bolivianos de esta batalla. Otras fuentes señalan que para esa fecha habrían arribado a Bolivia los primeros ejemplares de Fiat Ansaldo CV-35 (L3/35), que tenía un diseño similar.
Terminada la guerra, de la gran cantidad de armas bolivianas capturadas por el ejército paraguayo y que fueron vendidas por el gobierno del coronel Franco al bando republicano durante la guerra civil española se incluyó el tanque Vickers Mk.E Tipo B (VAE446). Esto se hizo a través del traficante de armas suizo Thorvald Elrich y si bien está confirmado su arribo a España, el 30 de septiembre de 1937 a bordo del Ploubazla, no se han encontrado informes sobre su empleo en combate. Existe la posibilidad de que haya sido sometido a una remodelación completa de la torreta para homologarlo con los tanques T-26 soviéticos de los que ya disponía la República. El otro tanque capturado, el Tipo A (VAE532), bautizado "Ina" por los paraguayos, acabó como monumento en una plaza, frente al Colegio Militar de Asunción. Posteriormente fue devuelto a Bolivia en 1994. También se devolvió la torreta del Tipo B destruido frente a Nanawa. Ambos están ahora en el "Museo Histórico Militar de Bolivia", en el Colegio Militar del Ejército "Gualberto Villarroel" de la ciudad de La Paz.

### Experiencia boliviana y tácticas
La utilidad de los blindados en el Chaco fue pobre debido a muchos factores: su escaso número, el desconocimiento de la doctrina de uso de los mismos y las limitaciones imperantes debidas al clima, geografía y la logística del ejército boliviano. Las opiniones desfavorables del coronel Merino y el general Lanza respecto de la compra de esos tanques y tanquetas se confirmó ampliamente en el terreno de los hechos.
El arma blindada hizo su aparición en la fase inicial de la guerra. Los carros fueron empleados principalmente como parte de las unidades de artillería, casi como cañones autopropulsados de apoyo o nidos de ametralladora móviles. Esto hizo que no se entrenase a la infantería para operar en conjunto con las unidades blindadas.
Sólo en la segunda batalla de Nanawa (julio de 1932) se intentó combinar los blindados con la infantería para el ataque a posiciones fuertemente atrincheradas. Pese a las condiciones favorables: suelo duro, baja temperatura, campo abierto, posiciones enemigas bien determinadas,  su éxito fue casi nulo. La falta de coordinación entre infantería y los blindados llevó al fracaso a la mayoría de los intentos de uso del arma blindada. 
Las tanquetas fueron la mayor decepción debido a su uso en condiciones inadecuadas. El delgado blindaje proveía de escasa protección a sus dos tripulantes que sufrían frecuentemente lesiones del tipo rociado, tras ser alcanzadas por el fuego de ametralladoras. La ametralladora prácticamente fija al frente del vehículo, limitaba enormemente su campo de tiro. La estrechez de sus orugas restaba velocidad y maniobrabilidad en las condiciones de terreno chaqueño, lo que impedía el uso de su principal atributo,la velocidad. Por estas mismas razones se retiraron del uso en casi todos los países a comienzos de la Segunda Guerra Mundial, exceptuando el Japón.